# Vis
Vis (Lissa em italiano e Issa em grego) é uma ilha do Mar Adriático que fica na Croácia. Possui cerca de 90,3 km² e mede cerca de 17 km de comprimento por 8 de largura. A ilha possui 3.617 habitantes (censo de 2001) e é dividida em duas comunas: Vis (1.960 habitantes) e Komiža (1.677 habitantes).
Durante a Segunda Guerra Mundial a ilha foi uma base da resistência liderado por Josip Broz Tito contra a invasão nazi.
Na cidade de Vis, existe um cemitério militar inglês.
As águas em torno da ilha foram o palco de uma das batalhas navais mais importantes do século XIX, quando a frota austríaca liderada pelo almirante Wilhelm von Tegetthoff derrotou a frota italiana.